# Леки, Теодоро
Теодоро Леки (16 января 1778, Брешия — 2 мая 1866, Милан) — итальянский патриот, участник Наполеоновских войн на стороне Франции, барон империи (1808), генерал армии (1848). Брат генерала Джузеппе (Жозефа) Леки.

## Биография
Родился в Брешии, 14-й ребёнок Фаусто Леки и его жены Дораличе Белли (Doralice Bielli). Когда французская революционная армия вошла в Италию, Леки поддержал революцию в родном городе, вступил офицером в городской легион. К 1803 году — полковник, командир итальянской гвардии вице-короля Италии Евгения Богарне. Сражался при Аустерлице, бригадный генерал (1806). В 1807 году — с войсками в Далмации, в 1809 году отличился при Ваграме, за что был пожаловна баронским титулом.
В 1812 году, во главе королевской гвардии, в составе 4-го армейского корпуса принца Евгения, участвовал в походе на Россию. Сражался при Бородино и при Малоярославце, где корпус Богарне был задействован особенно активно.

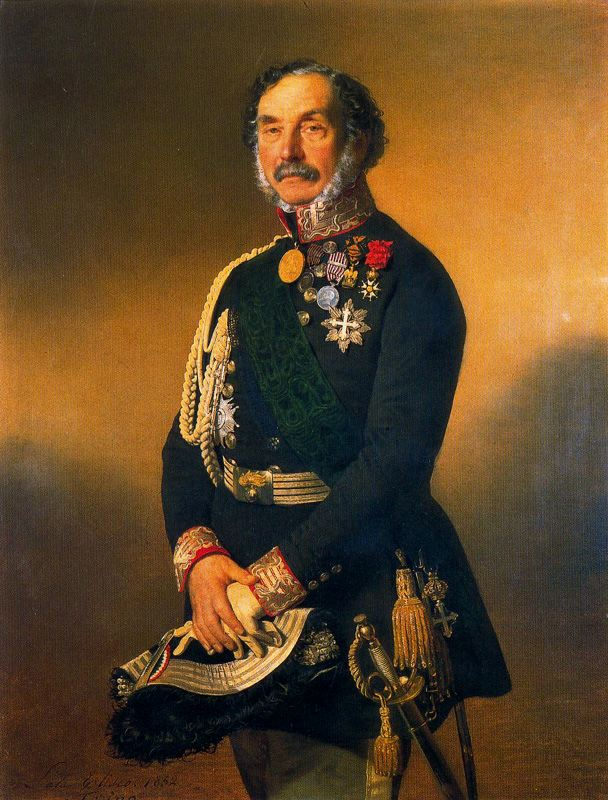
Портрет генерала в зрелые годы

В 1813—1814 годах сражался под началом принца Евгения на итальянском театре военных действий. После поражения, сжёг гвардейских орлов (кроме одного, которого сохранял всю жизнь) и отказался присягать на верность Австрии, которой земли вице-королевства отошли по мирному договору. Арестованный за бонапартизм, провёл несколько лет в тюрьме.
Во время революции 1848 года 72-летний генерал командовал гражданской гвардией итальянских патриотов в ходе событий, получивших известность, как Австро-итальянская война. Король Пьемонта Карл Альберт произвёл его в полные генералы.
В 1859 году Леки вернулся в Милан, где прожил последние годы жизни.